# 李含芳

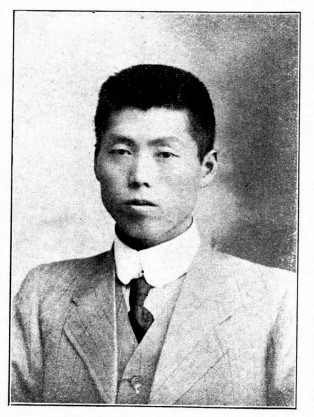
《民国之精华》中的李含芳照片

李含芳（1884年—1928年）字可亭，陕西临潼人。中华民国政治人物。

## 生平
李含芳曾任国会众议院议员，后来任护法国会众议院议员、大元帅府参议，郑州商埠督办。